# Llista d'amfibis del Solsonès
Aquesta llista d'amfibis del Solsonès s'ha elaborat emprant com a font el llibre Guixé Coromines, David. El medi natural del Solsonès.  Barcelona: Universitat de Barcelona, 2008. ISBN 9788474533138., pàgines 238 a 246.
Els paràmetres de la taula contenen els ítems següents:
- Nom: S'hi ha fet constar el nom comú de les espècies ordenats alfabèticament.
- Estat de conservació: Els ítems possibles són: En perill crític | En perill | Vulnerable | Quasi amenaçada | Preocupació menor | Dades insuficients | No avaluada | No amenaçada |.
- Estat poblacional: Els ítems possibles són: Molt abundant | Abundant | Comuna | Escassa | Rara | Molt rara |.
- Tendència poblacional: Els ítems possibles són: En augment constant | En augment puntual | Estable | En regressió feble | En forta regressió |.

| Nom                                                              | Estat de conservació | Estat poblacional | Tendència          | Detectada a |
| ---------------------------------------------------------------- | -------------------- | ----------------- | ------------------ | --- |
| Granota verda                                                    | Preocupació menor    | Molt abundant     | En regressió feble | Per tota la comarca excepte a les cotes més elevades (superiors als 1.800 m.)de l'extrem nord.                                                                                                  |
| Granota roja                                                     | En perill            | Molt rara         | En forta regressió | prop del Castell d'Odèn, a les cotes altes de les serres de Port del Comte i del Verd i a Montcalb.                                                                                             |
| Gripau comú                                                      | No amenaçada         | Molt abundant     | Estable            | Per tota la comarca excepte a les zones més altes del Port del Comte i la serra del Verd, al sector NE de Pinell, a l'extrem sud de Navès, al'extrem NO de Pinós i la zona central de Clariana. |
| Gripau corredor                                                  | Preocupació menor    | Comuna            | Estable            | Planes dels centre i sud de la comarca per sota dels 860 m. d'altitud |
| Gripau d'esperons                                                | Preocupació menor    | Molt abundant     | Estable            | Pràcticament per tota la comarca, fins i tot en nuclis urbans. |
| Gripauet o Gripau puntejat Arxivat 2009-05-25 a Wayback Machine. | Preocupació menor    | Abundant          | Estable            | Pràcticament per tota la comarca excepte a Lladurs. Se n'ha detectat a una bassa del Port del Comte, a 2.100 m. d'altitud (el cas de localització de major altitud de tota la península Ibèrica |
| Reineta                                                          | Quasi amenaçada      | Abundant          | Estable            | A la meitat sud de la comarca però també al nord del terme de Navès per sota dels 1.100 m d'altitud. Més abundant a la conca del Cardener que a la del Segre.                                   |
| Salamandra                                                       | Quasi amenaçada      | Comuna            | Estable            | Pràcticament per tota la comarca, sobretot per sota dels 1.400 m. d'altitud. |
| Tòtil                                                            | Preocupació menor    | Molt abundant     | Estable            | Pràcticament per tota la comarca, fins i tot en nuclis urbans. |
| Tritó palmat                                                     | No avaluada          | Extinta?          | En forta regressió | Només dues localitzacions: en un pou de l'Aranyó (Pinell de Solsonès) i en una bassa propera al pantà de Sant Ponç.                                                                             |
| Tritó pirinenc                                                   | Quasi amenaçada      | Localitzada       | Estable            | En la majoria de torrents i rierol del terç nord de la comarca entre els 790 i els 1.430 m. d'altitud.                                                                                          |